# Anna Pérez Pagès
Anna Pérez Pagès   (24 d'octubre de 1973 - 28 de març de 2024) fou una periodista cultural catalana.
Va estudiar filologia anglesa a la Universitat de Barcelona, i va completar els seus estudis estudiant periodisme a la Universitat Pompeu Fabra i diplomant-se en arts escèniques per la UAB. Va començar la seva trajectòria professional treballant a Ràdio Gràcia i va continuar a COM Ràdio on va presentar i dirigir diversos programes, entre els quals Icult.com. Allà va conèixer Joan Barril, qui el 2008 li proposaria començar a col·laborar al programa QWERTY de Betevé.
Més endavant va començar ja com a presentadora al programa A Escena, especialitzat en el sector teatral barceloní, que va durar quatre temporades. El 2013 començaria a presentar Àrtic, un programa cultural diari, també a Betevé, que duraria fins al 2022, quan la cadena va haver de cancel·lar el programa per fer front a retallades pressupostàries.
Com a periodista, també va col·laborar amb altres mitjans com Catalunya Ràdio, TV3, RAC 1, Ràdio 4 i El Periódico, i amb institucions com l'Institut Ramon Llull o el CCCB. També va fundar la productora Mipiatxe (2009-2022) especialitzada en la creació i gestió de continguts en xarxes socials enfocats en l’àmbit audiovisual i cultural.
Va morir el 28 de març de 2024 pocs mesos després que li diagnostiquessin un càncer. Bona part del sector cultural català va lamentar la seva mort.

## Premis i reconeixements
- 2022 - Premis Arc de la indústria musical per Àrtic.[3]